# Rebeka Mikulášiková
Rebeka Mikulášiková (Nitra, 31 luglio 1999) è una cestista slovacca.

## Carriera
Con la Slovacchia ha disputato i Campionati europei del 2017.